# Monte Ruth
Il Monte Ruth (in lingua inglese: Mount Ruth) è una montagna antartica, a forma di dorsale e alta 2.170 m, situata 6 km a ovest del Monte Gardiner, a sudest del tratto inferiore del Ghiacciaio Bartlett, nei Monti della Regina Maud, in Antartide.   
Fu scoperto nel dicembre 1934 dal gruppo geologico guidato da Quin Blackburn, che faceva parte della seconda spedizione antartica dell'esploratore polare statunitense Byrd.
La denominazione è stata assegnata dallo stesso Byrd in onore di Ruth Black, defunta moglie di Richard B. Black, membro della spedizione che si era occupato di indagini sismiche, geodetiche e operazioni radio nell'area circostante alla base Little America II.